# GoITeens
GoITeens — недержавний навчальний заклад, який спеціалізується на наданні IT-освіти дітям від 5 до 17 років. Заснований у 2015 році. У навчанні використовують проєктний підхід і, крім технічних знань, є обов'язкові заняття з soft skills.

## Історія
Заснований 2015 року після адаптації дорослої програми Frontend для підлітків 11-16 років. На початку заклад навчав тільки дітей співробітників IT-компаній, працював виключно офлайн на вихідних та не був окремим проєктом (входив в GoIT). 2018 року команда розділилася та були створені філіали у Києві, Вінниці, Харкові та Львові.
2019 року був розроблений курс з програмування для дітей від 9 років, що навчає блокового програмування. 2020 року через пандемію коронавірусу були закриті всі офлайн-філіали й заклад перейшов до онлайн-формату навчання.2020 року за підтримки GoITeens, спільно з Мінцифри, КНУ ім. Тараса Шевченка та іншими партнерами був створений освітній серіал про діджитал-маркетинг.
У червні 2020 року заклад провів безоплатний тримісячний марафон, у якому взяли участь близько 6000 підлітків, а також хакатон, де змагалися студенти чотирьох філіалів — Вінниця, Львів, Київ та Харків. У листопаді 2020 була проведена систематизація продуктів, розподіл ролей і бізнес-процесів, відбувся перезапуск проєкту.
У лютому 2022, попри початок повномасштабного вторгнення, заклад продовжив проводити заняття та заснував фонд для підтримки навчання студентів, які тимчасово неспроможні платити за подальше навчання. У лютому 2023 був проведений марафон у Roblox, у якому діти могли побудувати Україну майбутнього. Участь взяли понад 10 тисяч дітей і він був підтриманий monobank, robota.ua, ЛУН, Сільпо, Uklon.У березні 2023 року онлайн IT-академія GoITeens запустила GoITeens Club — спільноту для українських дітей та підлітків, які цікавляться діджитал, створюють власні проєкти та мріють знайти однодумців для реалізації ідей. У квітні 2023 був проведений освітній марафон на базі освітньої програми Minecraft Education. У проєкті діти реалізовували героїв іншої популярної гри серед підлітків Brawl Stars.GoITeens навчає підопічних з благодійного фонду «Із добрим серцем» — ВПО, дітей військовослужбовців та волонтерів.

## Навчальні курси
- Основи програмування у Scratch[10]
- Основи програмування у Minecraft
- GameDev Junior — розробка ігор у Roblox
- GameDev — розробка ігор на Unity
- Розробка сайтів Frontend
- Програмування на Python
- Digital Design